# Starup (Haderslev Kommune)
 For alternative betydninger, se Starup. (Se også artikler, som begynder med Starup)
Starup (tysk: Starup) er en mindre by på den sydlige side af Haderslev Fjord med 2.490 indbyggere  (2024). Den fungerer som satellitby til Haderslev, et par kilometer vestpå. Byen ligger i Haderslev Kommune og tilhører Region Syddanmark.
Starup Skole er én blandt flere skoler i kommunen.
I byen, tæt ved Fjorden findes Sønder Starup Kirke.